# Aïssata Denn Conte
Aïssata Deen Conte (ou Conté), née le 4 septembre 2001 à Fria, est une athlète guinéenne.

## Biographie
Aissata Denn Conté naît le 4 septembre 2001 à Fria, dans une famille pauvre de quatre enfants,,. 
En 2018, elle participe aux Jeux olympiques de la jeunesse d'été mais elle est éliminée au 400 m. 
Elle est sélectionnée pour représenter la Guinée dans la course féminine du 100 mètres aux Jeux d'été retardés de 2020 à Tokyo. Le ministère guinéen des sports retire initialement tous ses athlètes de l'événement en raison de la pandémie de COVID-19. Cependant, cette décision est annulée deux jours avant la cérémonie d'ouverture, permettant aux athlètes de ce pays de concourir. Aissata Denn Conté réalise un record personnel de 12,43 secondes pour le 100 mètres,.
Elle est sélectionnée pour intégrer le dispositif Solidarité olympique, ce qui lui permet de s'entraîner en France, notamment pour préparer la sélection des Jeux Olympiques de 2024.